# Yonna
Yonna az Amerikai Egyesült Államok északnyugati részén, Oregon állam Klamath megyéjében, az Oregon Route 140 közelében elhelyezkedő önkormányzat nélküli település.
A Yonna (korábban Alkali) völgyben fekszik. Az Oregon Geographic Names szerint az indián elnevezés a yana („lent a völgyben”) vagy yaina („hegy”) szavakból ered. A yonna egy őslakos tánc neve is.
A posta 1906 és 1913 között működött.

## Fordítás
- Ez a szócikk részben vagy egészben  a   Yonna, Oregon című angol Wikipédia-szócikk ezen változatának fordításán alapul.  Az eredeti cikk szerkesztőit annak laptörténete sorolja fel. Ez a jelzés csupán a megfogalmazás eredetét és a szerzői jogokat jelzi, nem szolgál a cikkben szereplő információk forrásmegjelöléseként.